# Västerås konstmuseum

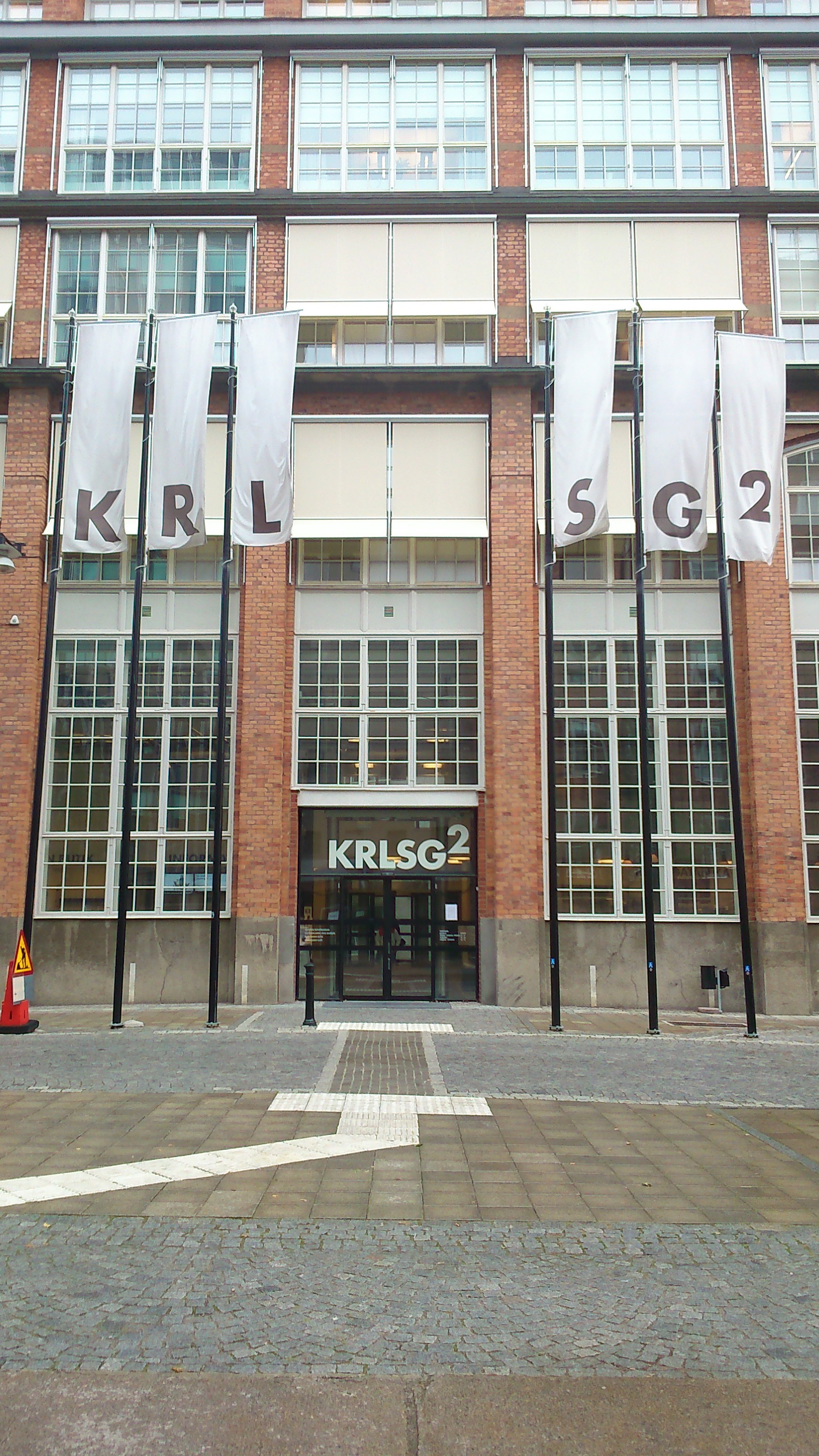
Karlsgatan 2, Västerås

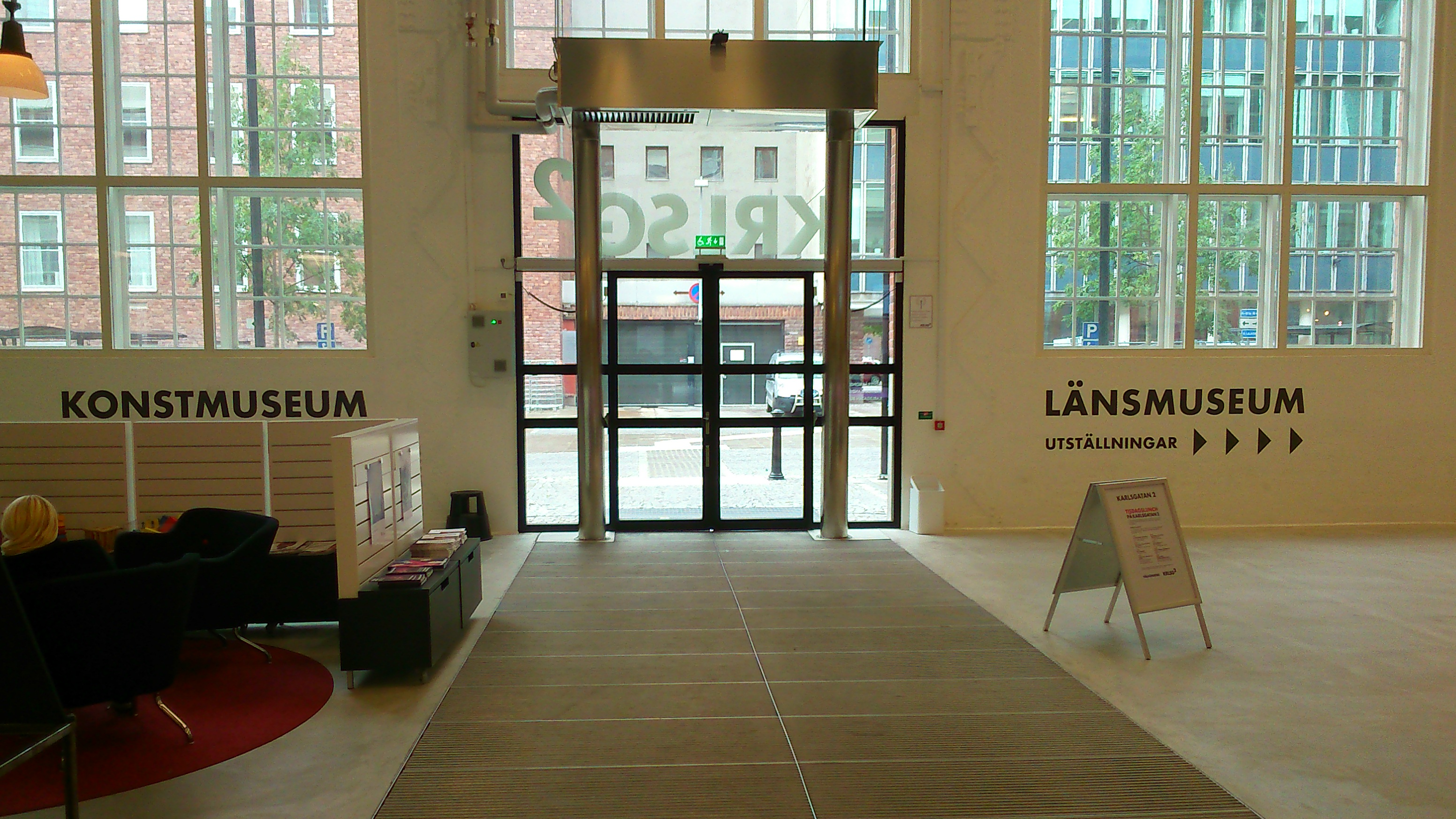
Västerås konstmuseum delar lokal med Västmanlands läns museum.

Västerås konstmuseum är ett kommunalt konstmuseum i Västerås kommun som visar utställningar med framförallt svensk konst och verk ur den egna konstsamlingen. Västerås konstmuseum ansvarar också för kommunens offentliga konst, som finns placerad runt om i kommunen, på gator, torg och i lokaler med kommunal verksamhet.
Västerås konstmuseum delar lokaler med Västmanlands läns museum, på Karlsgatan 2, centralt i Västerås.

## Historik
År 1919 grundades Västerås Konstförening. Under många år byggde föreningen successivt upp konstsamlingen som i dag omfattar cirka 8 000 verk av framför allt svenska konstnärer. År 1972 övertog Västerås kommun konstsamlingen. Under många år drevs verksamheten i rådhuset vid Fiskartorget. I september 2010 flyttade museet till Karlsgatan 2 i centrala Västerås, där det delar lokaler med Västmanlands läns museum.

## Samlingar
Bland samlingarna finns konstnärer som Ivan Aguéli, Lars Florén, Eric Grate, Bror Hjorth, Lotta Antonsson, John Wierth och Annika von Hausswolff representerade. Bland de äldre representerade verken finns bland annat en samling av ett trettiotal teckningar gjorda av historiemålaren Carl Gustaf Hellqvist (1850-1890).

## Verksamhet
Museet bedriver omfattande pedagogisk verksamhet med konstvisningar och ateljéarbete för alla olika slags grupper. Konserter, lunchvisningar och öppen verksamhet för barn till hemmaföräldrar återkommer regelbundet i museets program. 